# Prionocyphon majusculus
Prionocyphon majusculus is een keversoort uit de familie moerasweekschilden (Scirtidae). De wetenschappelijke naam van de soort werd in 1971 gepubliceerd door Nyholm.